# Stove (Drage)
Stove ist ein Ortsteil von Drage, einer Gemeinde der Samtgemeinde Elbmarsch im niedersächsischen Landkreis Harburg.
Der Ort liegt nordöstlich des Hauptortes Drage zwischen Elbstorf und Schwinde an der Landesstraße L 217. Am nördlichen Ortsrand fließt die Elbe und verläuft die Landesgrenze zu Hamburg und zu Schleswig-Holstein. Direkt an der Elbe erstreckt sich das Erholungsgebiet Stover Strand.

## Baudenkmale
In der Liste der Baudenkmale in Drage (Elbe) sind für Stove fünf Baudenkmale aufgeführt.